# Amorphoscelis siebersi
Amorphoscelis siebersi es una especie de mantis de la familia Amorphoscelidae.

## Distribución geográfica
Se encuentra en Borneo.